# Sasakiconcha
Sasakiconcha là một chi ốc biển, là động vật thân mềm chân bụng sống ở biểns trong họ Scissurellidae.

## Các loài
Các loài trong chi Sasakiconcha gồm có:
- Sasakiconcha elegantissima Geiger, 2006[2]